# Eulasia chalybaea
Eulasia chalybaea là một loài bọ cánh cứng trong họ Glaphyridae. Loài này được Faldermann miêu tả khoa học năm 1835.